# Боуэн, Джонатан
Джонатан Боуэн (Jonathan Bowen) ранее работал ведущим исследователем в вычислительной
лаборатории Оксфордского университета (Oxford University Computing Laboratory). Начиная с 1977 года, он
работал в области компьютинга как в академических учреждениях, так и в промышленности. Область его
профессиональных интересов включает формальные методы, Z-символику, вероятностно-корректные
системы, быстрое макетирование с использованием логического программирования, декомпиляцию,
аппаратную компиляцию, системы с повышенной безопасностью, совместное проектирование аппаратного и
программного обеспечения, интерактивные музеи. Дж. Боуэн закончил Оксфордский университет, где получил
степень магистра в области инженерных наук (Engineering Science). В 1994 году Боуэн получил премию
Чарльза Бэббиджа (IEE Charles Babbage Premium Award), в настоящее время председатель рабочей группы
ESPRIT ProCoS-WG Working Group, состоящей из 24 европейских партнеров. Он председатель группы
пользователей Z-символики (Z User Group), а также член компьютерного сообщества IEEE Computer Society,
ACM и EUROMICRO.

## Избранные книги
- Bowen, J.P., editor, Towards Verified Systems. Elsevier Science, Real-Time Safety Critical Systems series, volume 2, 1994. ISBN 0-444-89901-4.
- Hinchey, M.G. and Bowen, J.P., editors, Applications of Formal Methods. Prentice Hall International Series in Computer Science, 1995. ISBN 0-13-366949-1.
- Bowen, J.P., Formal Specification and Documentation using Z: A Case Study Approach. International Thomson Computer Press, International Thomson Publishing, 1996. ISBN 1-85032-230-9.
- Bowen, J.P. and Hinchey, M.G., editors, High-Integrity System Specification and Design. Springer-Verlag, London, FACIT series, 1999. ISBN 3-540-76226-4.
- Hinchey, M.G. and Bowen, J.P., editors, Industrial-Strength Formal Methods in Practice. Springer-Verlag, London, FACIT series, 1999. ISBN 1-85233-640-4.
- Hierons, R., Bowen, J.P., and Harman, M., editors, Formal Methods and Testing. Springer-Verlag, LNCS, Volume 4949, 2008. ISBN 978-3-540-78916-1.
- Börger, E., Butler, M., Bowen, J.P., and Boca, P., editors, Abstract State Machines, B and Z. Springer-Verlag, LNCS, Volume 5238, 2008. ISBN 978-3-540-87602-1.
- Boca, P.P., Bowen, J.P., and Siddiqi, J.I., editors, Formal Methods: State of the Art and New Directions. Springer, 2010. ISBN 978-1-84882-735-6, e-ISBN 978-1-84882-736-3, doi:10.1007/978-1-84882-736-3.
- Bowen, J.P., Keene, S., and Ng, K., editors, Electronic Visualisation in Arts and Culture. Springer Series on Cultural Computing, Springer, 2013. ISBN 978-1-4471-5406-8.